# Santa Cristina de Figueiró
Santa Cristina de Figueiró ist ein Ort und eine ehemalige Gemeinde im Nordwesten Portugals.
Santa Cristina de Figueiró gehört zum Kreis Amarante im Distrikt Porto. Die Gemeinde hatte eine Fläche von 4,3 km² und 1378 Einwohner (Stand 30. Juni 2011).

Lage der ehemaligen Gemeinde im Kreis Amarante bis September 2013

Am 29. September 2013 wurden die Gemeinden Figueiró (Santa Cristina) und Figueiró (Santiago) zur neuen Gemeinde União das Freguesias de Figueiró (Santiago e Santa Cristina) zusammengefasst.